# Ursula Moray Williams
Ursula Moray Williams (Peterfield, 19 aprile 1911 – 17 ottobre 2006) è stata una scrittrice inglese di libri per l'infanzia.
Ha scritto oltre 60 libri che sono diventati dei classici per generazioni di bambini.
È stata fatta conoscere in Italia da Donatella Ziliotto che ha pubblicato nel 1963 Le nove vite del gatto Menelao nella collana Il Martin Pescatore da lei diretta per Vallecchi dal 1958. Dopo la chiusura della collana a metà degli anni sessanta per problemi economici dell'editore, "I fantasmini della nonna", "Le nove vite del gatto Menelao" e "Un'isola tutta per me", sono stati ripresi e pubblicati da gl'Istrici della Salani, diretti sempre dalla Ziliotto. I racconti di Gobbolino, tratti dal suo romanzo Gobbolino il gatto della strega, sono stati pubblicati a puntate nei fascicoli delle serie de I Raccontastorie e C'era una volta.

## Opere
- 1931 Jean Pierre
- 1935 Kelpie, the Gipsies' Pony
- 1935 Adventures of Anne (Publisher:  George G. Harrop & Co. Ltd.)
- 1936 The Twins and Their Ponies
- 1938 Adventures of the Little Wooden Horse
- 1938 The Good Little Christmas Tree
- 1943 Gobbolino, the Witch's Cat
- 1957 Golden Horse with a Silver Tail
- 1958 The Moonball
- 1959 The Nine Lives of Island MacKenzie
- 1964 Johnnie Tigerskin
- 1968 The Toymaker's Daughter
- 1968 The Cruise of the Happy-Go-Gay
- 1970 Johnnie Golightly and his Crocodile
- 1970 The Three Toymakers
- 1971 Malkin's Mountain
- 1973 Tiger Nanny
- 1978 Bogwoppit
- 1981 Jeffy, The Burglar's Cat
- 1982 Bellabelinda and the No-Good Angel
- 1984 The Further Adventures of Gobbolino and the Little Wooden Horse
- 1985 Spid
- 1986 Grandma and the Ghowlies
- 1987 Paddy on the Island